# Cabezo de la Jara y Rambla de Nogalte
Cabezo de la Jara y Rambla de Nogalte este o arie protejată (sit de importanță comunitară — SCI) din Spania întinsă pe o suprafață de 1.376,83 ha, integral pe uscat.

## Localizare
Centrul sitului Cabezo de la Jara y Rambla de Nogalte este situat la coordonatele 37°31′12″N 1°52′55″W / 37.52°N 1.8819°V.

## Înființare
Situl Cabezo de la Jara y Rambla de Nogalte a fost declarat sit de importanță comunitară în iulie 2000 pentru a proteja 9 specii de animale.

## Biodiversitate
Situată în ecoregiunea mediteraneană, aria protejată conține 12 habitate naturale: Galerii de Salix alba și de Populus alba, Păduri de Quercus ilex și Quercus rotundifolia, Pajiști umede mediteraneene cu ierburi înalte de Molinio-Holoschoenion, Lande oro-mediteraneene cu formațiuni endemice de grozamă, Pajiști carstice calcaroase sau bazofile, de Alysso-Sedion albi, Râuri mediteraneene cu debit permanent și vegetație de Glaucium flavum, Tufărișuri termo-mediteraneene și de pre-deșert, Grohotișuri termofile și vest-mediteraneene, Pseudostepă cu ierburi și specii anuale de Thero-Brachypodietea, Matorral arborescenți cu Juniperus spp., Galerii și tufărișuri riverane sudice (Nerio-Tamaricetea și Securinegion tinctoriae), Pante stâncoase calcaroase cu vegetație casmofită.
La baza desemnării sitului se află mai multe specii protejate:
- păsări (8): buha (Bubo bubo), șorecarul comun (Buteo buteo), porumbel gulerat (Columba palumbus), dumbrăveancă (Coracias garrulus), vânturel roșu (Falco tinnunculus), ciocârlie de pădure (Lullula arborea), prigoare (Merops apiaster), silvie roșcată (Sylvia cantillans)
- reptile (1): Testudo graeca

Pe lângă speciile protejate, pe teritoriul sitului au mai fost identificate 20 de specii de plante, 13 specii de păsări, 4 specii de mamifere, 5 specii de reptile.